# Kappel Landsogn
Kappel Landsogn (på tysk Kirchspiel Kappeln) er et sogn i det nordøstlige Angel omkring købstaden Kappel i Sydslesvig. Området var i middelalderen delt mellem Ny og Slis Herred, men kom senere til Angels godsdistrikt, hvilket i 1853 blev til Kappel Herred (Gottorp Amt). Sognet ligger nu i kommunerne Kappel, Masholm og Rabøl i Slesvig-Flensborg Kreds i delstaten Slesvig-Holsten.
I Kappel Sogn Sogn findes flg. stednavne:
- Bukhavn gods (den største del dog under Gelting Sogn, Buckhagen)
- Carlsmølle
- Dotmark mejerigård
- Flintholm
- Graahoved
- Graamark
- Grimsnæs med Grimsåens munding
- Harmark (Haarmark)
- Kappelholt
- Masholm (Maasholm)
- Melby (Mehlby)
- Rabøl (Rabel)
- Rabølsund
- Rokrog
- Røst gods (Roest)
- Sandbæk gods (Sandbek)
- Sandbæk by (Sandbek)
- Studebøl (Stutebüll)